# Maria Bobrowska
Maria Izabela Bobrowska z Pełczyńskich (ur. 13 sierpnia 1929 w Warszawie, zm. 25 grudnia 1991 w Londynie) – córka generała Tadeusza Pełczyńskiego i Wandy z Filipkowskich. Podczas okupacji należała do Armii Krajowej. Po II wojnie światowej na emigracji w Wielkiej Brytanii. Z wykształcenia architekt. Na uchodźstwie była członkinią Oddziału Londyn Koła Żołnierzy AK i Rady Fundacji Armii Krajowej oraz wieloletnią członkinią Rady Studium Polski Podziemnej.
Żona żołnierza AK i rzeźbiarza Andrzeja Krzysztofa Bobrowskiego (1925–2002). Spuścizna po niej znajduje się w archiwum Instytutu im. J. Piłsudskiego w Londynie.
Siostra Krzysztofa Pełczyńskiego (1924–1944), żołnierza pułku AK „Baszta”, który zginął w powstaniu warszawskim.